# Naked Lunch (filme)
Naked Lunch (pt: O Festim Nu — br: Mistérios e Paixões) é um filme de drama do Canadá, Reino Unido e Japão de 1991, realizado por David Cronenberg, baseado no romance autobiográfico homônimo do escritor outsider pertencente à Geração Beat William S. Burroughs.

## Resumo
Nova Iorque, 1953. Bill Lee (Peter Weller) quer ser escritor, mas ele extermina insetos para pagar as suas contas. Bill está com problemas no trabalho, correndo o risco inclusive de perder o emprego, pois frequentemente seu estoque de inseticida está se esgotando.
Porém, a verdade é que Joan (Judy Davis), a sua esposa, está viciada no que esta subtância lhe causa. Quando Bill, estimulado pela mulher, experimenta o inseticida ele entra num processo interminável de "viagens", nas quais máquinas de escrever se transformam em enormes insetos falantes.

## Elenco
- Peter Weller — Bill Lee
- Judy Davis — Joan Frost / Joan Lee
- Ian Holm — Tom Frost
- Julian Sands — Yves Cloquet
- Roy Scheider — Dr. Benway
- Monique Mercure — Fadela
- Nicholas Campbell — Hank
- Michael Zelniker — Martin
- Robert A. Silverman — Hans
- Joseph Scoren — Kiki

## Prémios e nomeações
- Ganhou o prémio de Melhor Argumento no Boston Society of Film Critics Awards
- Ganhou o prémio de Actriz do Ano no London Critics Circle Film Awards
- Ganhou dois prémios no National Society of Film Critics Awards nas categorias de:
  - Melhor Realizador
  - Melhor Argumento
- Ganhou dois prémios no New York Film Critics Circle Awards nas categorias de:
  - Melhor Argumento
  - Melhor Actriz Secundária (Judy Davis)